# Xevi Camprubí i Pla
Xevi Camprubí i Pla (Tona, Osona, 11 de setembre de 1965) és un historiador i periodista català. L'any 2014 va obtenir el doctorat en història moderna a la Universitat de Barcelona, amb una tesi sobre la premsa i la impremta dels segles XVII i XVIII, centrada en la figura de l'impressor Rafael Figueró. La seva especialitat és l'estudi de la premsa i de la impremta a l'època moderna, així com aspectes relacionats amb la comunicació, la circulació de la informació, les xarxes de correu i la utilització de la premsa com a instrument polític i propagandístic, principalment en el període comprès entre les guerres dels Segadors i de Successió.
Entre els anys 2005 i 2011 va treballar al setmanari d'actualitat El Temps, com a responsable de la secció de Món i dels continguts d'Història. A banda, ha col·laborat en diverses publicacions, principalment en l'àmbit de la divulgació històrica, com són la revista Sàpiens, el suplement El Temps d'Història o el suplement de Cultura del diari Avui. Ha assessorat l'exposició titulada Una mirada el 1700, a partir dels gravats de la col·lecció Gelonch Viladegut, organitzada pel Museu Frederic Marès de Barcelona entre els mesos de juny de 2014 i gener de 2015.

## Obres
- L'impressor Rafael Figueró (1642-1726) i la premsa a la Catalunya del seu temps. Barcelona: Fundació Noguera, 2018. Tesi doctoral dirigida pel doctor Agustí Alcoberro.
- La premsa a Catalunya durant la Guerra de Successió. València: Publicacions de la Universitat de València, 2016.
- Diario del sitio y defensa de Barcelona. El setge de Barcelona, 1713-1714. València: Edicions Tres i Quatre, 2009. Edició facsímil. Estudi introductori (amb Agustí Alcoberro).